# Tomasz Dejewski
Tomasz Dejewski (ur. 22 kwietnia 1995) – polski piłkarz grający na pozycji obrońcy.

## Statystyki
| Klub               | Sezon              | Liga               | Liga  | Liga   | Puchar kraju | Puchar kraju | Europa | Europa | Inne  | Inne   | Suma  | Suma   |
| Klub               | Sezon              | Liga               | Mecze | Bramki | Mecze        | Bramki       | Mecze  | Bramki | Mecze | Bramki | Mecze | Bramki |
| ------------------ | ------------------ | ------------------ | ----- | ------ | ------------ | ------------ | ------ | ------ | ----- | ------ | ----- | ------ |
| Lech II Poznań     | 2013-2014          | III liga           | 26    | 2      | –            | –            | –      | –      | –     | –      | 26    | 2      |
| Lech II Poznań     | 2014-2015          | III liga           | 20    | 5      | –            | –            | -      | -      | –     | –      | 20    | 5      |
| Lech II Poznań     | 2015-2016          | III liga           | 29    | 3      | –            | –            | -      | -      | –     | –      | 29    | 3      |
| Warta Poznań       | 2016-2017          | II liga            | 28    | 3      | –            | –            | –      | –      | –     | –      | 28    | 3      |
| Warta Poznań       | 2017-2018          | II liga            | 33    | 2      | 1            | 0            | –      | –      | –     | –      | 34    | 2      |
| Warta Poznań       | 2018-2019          | I liga             | 16    | 0      | 0            | 0            | -      | -      | –     | –      | 16    | 0      |
| Lech Poznań        | 2019-2020          | Ekstraklasa        | 8     | 0      | 2            | 1            | -      | -      | –     | –      | 10    | 1      |
| Lech Poznań        | 2020-2021          | Ekstraklasa        | 5     | 0      | 2            | 0            | 2      | 0      | –     | –      | 9     | 0      |
| Warta Poznań       | 2021-2022          | I liga             | 16    | 1      | 3            | 0            | -      | -      | –     | –      | 19    | 1      |
| Radunia Stężyca    | 2022-2023          | II liga            | 24    | 0      | 2            | 0            | -      | -      | –     | –      | 26    | 0      |
| Radunia Stężyca    | 2023-2024          | II liga            | 25    | 1      | 2            | 0            | -      | -      | –     | –      | 27    | 1      |
| Ogólnie w karierze | Ogólnie w karierze | Ogólnie w karierze | 230   | 17     | 12           | 1            | 2      | 0      | -     | -      | 244   | 18     |